# Goldener Leopard
Mit dem Goldenen Leoparden (italienisch Pardo d’oro) wird bei dem jährlich veranstalteten Locarno Film Festival der beste Langfilm im internationalen Wettbewerb (Concorso internazionale) prämiert. Er gilt damit als wichtigste Auszeichnung des Festivals, noch vor dem Spezialpreis der Jury (Premio speciale della giuria). Über die Vergabe des Preises stimmt eine Wettbewerbsjury ab, die sich meist aus internationalen Filmschaffenden zusammensetzt.
Die Bezeichnung existiert seit 1968, zuvor war der Filmpreis, als Großer Preis der Jury (Gran premio della Giuria; 1966–1967), Goldenes Segel (Vela d’oro; 1958–1965) beziehungsweise Großer Preis (Gran premio) bekannt. Neben der Preisstatuette wird eine Prämie in Höhe von 75.000 Schweizer Franken (ungefähr 79.600 Euro (Stand: 15. August 2025)) zu gleichen Teilen an den Regisseur und an die Produzenten des Siegerfilms ausgelobt.

## Preisträger
Am häufigsten mit dem Hauptpreis in Locarno ausgezeichnet wurden die Werke französischer und italienischer Filmregisseure (je 11 Siege), gefolgt von ihren Kollegen aus den Vereinigten Staaten (10), der Volksrepublik China bzw. Hongkong (6), sowie Großbritannien und der ehemaligen Tschechoslowakei (je 5). Je zweimal triumphieren konnte in den Anfangsjahren nur der Franzose René Clair (1946 und 1947) und der Tscheche Jiří Trnka (1954 und 1955). Eine zwischenzeitlich eingeführte Regel die besagte, nur Debüt- beziehungsweise Zweitfilme eines Regisseurs für den Wettbewerb in Locarno zuzulassen, wurde 1996 abgeschafft.
Regisseure aus dem deutschsprachigen Kino waren erstmals 1954 erfolgreich, als Rotation des Deutschen Wolfgang Staudte gemeinsam mit zwei weiteren Produktionen prämiert wurde. Ihm folgten 1985 und 2006 die Schweizer Fredi M. Murer (Höhenfeuer) und Andrea Štaka (Das Fräulein), während 1988 und 2002 die Deutschen Wolfgang Becker (Schmetterlinge) und Iain Dilthey (Das Verlangen) erfolgreich waren.
Auszeichnungen für Filmemacherinnen blieben ähnlich wie bei den Filmfestspielen von Venedig, Cannes oder Berlin Ausnahmen. Erst 1990 gewann mit Swetlana Proskurina (Slutschainy Wals) eine Frau den Goldenen Leoparden. Dem Sieg der Russin folgten in den kommenden Jahren Auszeichnungen für die Hongkongerin Clara Law (1992 für Autumn Moon), die Französinnen Claire Denis (1996 für Nénette und Boni) und Hélène Angel (1999 für Stumme Schreie), Andrea Staka, die Chinesin Guo Xiaolu (2009 für She, a Chinese), die in der Schweiz aufgewachsene Argentinierin Milagros Mumenthaler (2011 für Abrir puertas y ventanas), die Bulgarin Raliza Petrowa (2016 für Godless), die Brasilianerin Julia Murat (2022 für Rule 34) und die Litauerin Saulė Bliuvaitė (2024 für Toxic).
In den Jahren 1946–1948, 1950 und 1952–1957 fand kein offizieller Wettbewerb statt; eine Ersatzjury kürte den Sieger.
| Jahr | Originaltitel                                                                | Deutscher Titel                                                              | Regie                                                                        |                                                                              |
| ---- | ---------------------------------------------------------------------------- | ---------------------------------------------------------------------------- | ---------------------------------------------------------------------------- | ---------------------------------------------------------------------------- |
| 1946 | And Then There Were None                                                     | Das letzte Wochenende                                                        | René Clair                                                                   |                                                                              |
| 1947 | Le silence est d’or                                                          | Schweigen ist Gold                                                           | René Clair                                                                   |                                                                              |
| 1948 | Germania anno zero                                                           | Deutschland im Jahre Null                                                    | Roberto Rossellini                                                           |                                                                              |
| 1949 | La ferme des sept péchés                                                     | Bauernhof der sieben Sünden                                                  | Jean Devaivre                                                                |                                                                              |
| 1950 | When Willie Comes Marching Home                                              | So ein Pechvogel                                                             | John Ford                                                                    |                                                                              |
| 1951 | Festival nicht veranstaltet                                                  | Festival nicht veranstaltet                                                  | Festival nicht veranstaltet                                                  | Festival nicht veranstaltet                                                  |
| 1952 | Hunted                                                                       | Ein Kind war Zeuge                                                           | Charles Crichton                                                             |                                                                              |
| 1953 | The Glass Wall                                                               | Die gläserne Mauer                                                           | Maxwell Shane                                                                |                                                                              |
| 1953 | Julius Caesar                                                                | k. A.                                                                        | David Bradley                                                                |                                                                              |
| 1953 | Композитор Глинка (Kompositor Glinka)                                        | Lied der Heimat                                                              | Grigori Alexandrow                                                           |                                                                              |
| 1954 | Bajaja                                                                       | Prinz Bajaja                                                                 | Jiří Trnka                                                                   |                                                                              |
| 1954 | Les fruits sauvages                                                          | Wilde Früchte                                                                | Hervé Bromberger                                                             |                                                                              |
| 1954 | 地獄門 (Jigokumon)                                                           | Das Höllentor                                                                | Kinugasa Teinosuke                                                           |                                                                              |
| 1954 | Le mouton à cinq pattes                                                      | Der Hammel mit den fünf Beinen                                               | Henri Verneuil                                                               |                                                                              |
| 1954 | Rotation                                                                     | Rotation                                                                     | Wolfgang Staudte                                                             |                                                                              |
| 1955 | Císařův slavík                                                               | Der Kaiser und die Nachtigall                                                | Jiří Trnka                                                                   |                                                                              |
| 1955 | Carmen Jones                                                                 | Carmen Jones                                                                 | Otto Preminger                                                               |                                                                              |
| 1956 | Festival nicht veranstaltet                                                  | Festival nicht veranstaltet                                                  | Festival nicht veranstaltet                                                  | Festival nicht veranstaltet                                                  |
| 1957 | Il grido                                                                     | Der Schrei                                                                   | Michelangelo Antonioni                                                       |                                                                              |
| 1957 | The Young Stranger                                                           | Das nackte Gesicht                                                           | John Frankenheimer                                                           |                                                                              |
| 1958 | Ten, North Frederick                                                         | Ein Mann in den besten Jahren                                                | Philip Dunne                                                                 |                                                                              |
| 1959 | Killer’s Kiss                                                                | Der Tiger von New York                                                       | Stanley Kubrick                                                              |                                                                              |
| 1960 | Il bell’Antonio                                                              | Bel Antonio                                                                  | Mauro Bolognini                                                              |                                                                              |
| 1961 | 野火 (Nobi)                                                                  | Nobi                                                                         | Kon Ichikawa                                                                 |                                                                              |
| 1962 | Un cœur gros comme ça                                                        | Mit meinen Augen                                                             | François Reichenbach                                                         |                                                                              |
| 1963 | Transport z ráje                                                             | Transport aus dem Paradies                                                   | Zbyněk Brynych                                                               |                                                                              |
| 1964 | Černý Petr                                                                   | Der schwarze Peter                                                           | Miloš Forman                                                                 |                                                                              |
| 1965 | Four in the Morning                                                          | Tod am Morgen                                                                | Anthony Simmons                                                              |                                                                              |
| 1966 | Kazdy den odvahu                                                             | Mut für den Alltag                                                           | Evald Schorm                                                                 |                                                                              |
| 1967 | Terra em transe                                                              | Land in Trance                                                               | Glauber Rocha                                                                |                                                                              |
| 1968 | I visionari                                                                  | k. A.                                                                        | Maurizio Ponzi                                                               |                                                                              |
| 1969 | Charles mort ou vif                                                          | Charles – tot oder lebendig                                                  | Alain Tanner                                                                 |                                                                              |
| 1969 | Szemüvegesek                                                                 | Brillenträger                                                                | Sándor Simó                                                                  |                                                                              |
| 1969 | Tres tristes tigres                                                          | k. A.                                                                        | Raúl Ruiz                                                                    |                                                                              |
| 1969 | В огне брода нет (V ogne broda net)                                          | Im Feuer ist keine Furt                                                      | Gleb Panfilow                                                                |                                                                              |
| 1970 | End of the Road                                                              | Der Weg in den Abgrund                                                       | Aram Avakian                                                                 |                                                                              |
| 1970 | Lilika                                                                       | k. A.                                                                        | Branko Plesa                                                                 |                                                                              |
| 1970 | Soleil O                                                                     | Soleil O                                                                     | Med Hondo                                                                    |                                                                              |
| 1970 | 無常 (Mujo)                                                                  | k. A.                                                                        | Akio Jissoji                                                                 |                                                                              |
| 1971 | Les amis                                                                     | Die Freunde                                                                  | Gérard Blain                                                                 |                                                                              |
| 1971 | Hanno cambiato faccia                                                        | Wettlauf mit dem Tod                                                         | Corrado Farina                                                               |                                                                              |
| 1971 | In punto di morte                                                            | k. A.                                                                        | Mario Garriba                                                                |                                                                              |
| 1971 | Private Road                                                                 | k. A.                                                                        | Barney Platts-Mills                                                          |                                                                              |
| 1971 | Znaki na drodze                                                              | Zeichen am Weg                                                               | Andrzej Jerzy Piotrowski                                                     |                                                                              |
| 1972 | Bleak Moments                                                                | Freudlose Augenblicke                                                        | Mike Leigh                                                                   |                                                                              |
| 1973 | Iluminacja                                                                   | Illumination                                                                 | Krzysztof Zanussi                                                            |                                                                              |
| 1974 | Tüzoltó utca 25.                                                             | Feuerwehrgasse 25                                                            | István Szabó                                                                 |                                                                              |
| 1975 | Le fils d’Amr est mort                                                       | k. A.                                                                        | Jean-Jacques Andrien                                                         |                                                                              |
| 1976 | Le grand soir, fragments                                                     | Le Grand Soir                                                                | Francis Reusser                                                              |                                                                              |
| 1977 | Antonio Gramsci, i giorni di carcere                                         | Antonio Gramsci – Die Jahre im Kerker                                        | Lino Del Fra                                                                 |                                                                              |
| 1978 | Οι Τεμπέληδες της εύφορης κοιλάδας (I tembelides tis eforis kiladas)         | k. A.                                                                        | Nikos Panayotopoulos                                                         |                                                                              |
| 1979 | Sürü                                                                         | Sürü – Die Herde                                                             | Zeki Ökten                                                                   |                                                                              |
| 1980 | Maledetti vi amerò                                                           | k. A.                                                                        | Marco Tullio Giordana                                                        |                                                                              |
| 1981 | चक्र (Chakra)                                                                 | Das Rad des Glücks                                                           | Rabindra Dharmaraj                                                           |                                                                              |
| 1982 | Les jocondes                                                                 | k. A.                                                                        | Jean Daniel Pillault                                                         |                                                                              |
| 1982 | Il quartetto Basileus                                                        | Ende in Moll                                                                 | Fabio Carpi                                                                  |                                                                              |
| 1982 | Panelkapcsolat                                                               | k. A.                                                                        | Béla Tarr                                                                    |                                                                              |
| 1982 | Traveller                                                                    | Landfahrer                                                                   | Joe Comerford                                                                |                                                                              |
| 1983 | Adj király katonat                                                           | k. A.                                                                        | Pál Erdöss                                                                   |                                                                              |
| 1984 | Stranger Than Paradise                                                       | Stranger than Paradise                                                       | Jim Jarmusch                                                                 |                                                                              |
| 1985 | Höhenfeuer                                                                   | Höhenfeuer                                                                   | Fredi M. Murer                                                               |                                                                              |
| 1986 | Jezioro Bodenskie                                                            | k. A.                                                                        | Janusz Zaorski                                                               |                                                                              |
| 1987 | O Bobo                                                                       | k. A.                                                                        | José Álvaro Morais                                                           |                                                                              |
| 1988 | Distant Voices, Still Lives                                                  | Entfernte Stimmen – Stilleben                                                | Terence Davies                                                               |                                                                              |
| 1988 | Schmetterlinge                                                               | Schmetterlinge                                                               | Wolfgang Becker                                                              |                                                                              |
| 1989 | 달마가 동쪽으로 간 까닭은 (Dharmaga tongjoguro kan kkadalgun)                | Warum Bodhi-Dharma in den Orient aufbrach?                                   | Bae Yong-kyun                                                                |                                                                              |
| 1990 | Случайный вальс (Slutschainy Wals)                                           | k. A.                                                                        | Swetlana Proskurina                                                          |                                                                              |
| 1991 | Johnny Suede                                                                 | Johnny Suede                                                                 | Tom DiCillo                                                                  |                                                                              |
| 1992 | 秋月 (Qiu yue)                                                               | Autumn Moon                                                                  | Clara Law                                                                    |                                                                              |
| 1993 | Azghyin ushtykzyn'azaby                                                      | k. A.                                                                        | Jermek Schinarbajew                                                          |                                                                              |
| 1994 | خمره (Khomreh)                                                               | k. A.                                                                        | Ebrahim Forouzesh                                                            |                                                                              |
| 1995 | Rai                                                                          | k. A.                                                                        | Thomas Gilou                                                                 |                                                                              |
| 1996 | Nénette et Boni                                                              | Nénette und Boni                                                             | Claire Denis                                                                 |                                                                              |
| 1997 | آینه (Ayneh)                                                                 | Der Spiegel                                                                  | Jafar Panahi                                                                 |                                                                              |
| 1998 | 赵先生 (Zhào Xiānshēng)                                                      | Zhao Xiansheng                                                               | Lü Yue                                                                       |                                                                              |
| 1999 | Peau d’homme coeur de bête                                                   | Stumme Schreie                                                               | Hélène Angel                                                                 |                                                                              |
| 2000 | 爸爸 (Bàba)                                                                  | Baba                                                                         | Wang Shuo                                                                    |                                                                              |
| 2001 | Alla rivoluzione sulla due cavalli                                           | Alla rivoluzione sulla due cavalli                                           | Maurizio Sciarra                                                             |                                                                              |
| 2002 | Das Verlangen                                                                | Das Verlangen                                                                | Iain Dilthey                                                                 |                                                                              |
| 2003 | خاموش پانی (Khamosh Pani: Silent Waters)                                     | Silent Waters                                                                | Sabiha Sumar                                                                 |                                                                              |
| 2004 | Private                                                                      | Private                                                                      | Saverio Costanzo                                                             |                                                                              |
| 2005 | Nine Lives                                                                   | Nine Lives                                                                   | Rodrigo García                                                               |                                                                              |
| 2006 | Das Fräulein                                                                 | Das Fräulein                                                                 | Andrea Štaka                                                                 |                                                                              |
| 2007 | 愛の予感 (Ai no yokan)                                                       | Ai no yokan                                                                  | Masahiro Kobayashi                                                           |                                                                              |
| 2008 | Parque Viá                                                                   | Parque Via                                                                   | Enrique Rivero                                                               |                                                                              |
| 2009 | She, a Chinese                                                               | She, a Chinese                                                               | Guo Xiaolu                                                                   |                                                                              |
| 2010 | Han Jia                                                                      | Han Jia                                                                      | Li Hongqi                                                                    |                                                                              |
| 2011 | Abrir puertas y ventanas                                                     | Abrir puertas y ventanas                                                     | Milagros Mumenthaler                                                         |                                                                              |
| 2012 | La fille de nulle part                                                       | Das Mädchen von nirgendwo                                                    | Jean-Claude Brisseau                                                         |                                                                              |
| 2013 | Historia de la meva mort                                                     | k. A.                                                                        | Albert Serra                                                                 |                                                                              |
| 2014 | Mula sa kung ano ang noon                                                    | Mula sa kung ano ang noon                                                    | Lav Diaz                                                                     |                                                                              |
| 2015 | 지금은 맞고 그때는 틀리다 (Jigeumeun Matgo Geuttaeneun Teullida)             | Einmal fremd, einmal vertraut                                                | Hong Sang-soo                                                                |                                                                              |
| 2016 | Godless                                                                      | Godless                                                                      | Raliza Petrowa                                                               |                                                                              |
| 2017 | 方绣英 (Fang Xiu Ying)                                                       | Mrs. Fang                                                                    | Wang Bing                                                                    |                                                                              |
| 2018 | A Land Imagined                                                              | A Land Imagined                                                              | Yeo Siew Hua                                                                 |                                                                              |
| 2019 | Vitalina Varela                                                              | Vitalina Varela                                                              | Pedro Costa                                                                  |                                                                              |
| 2020 | Internationaler Wettbewerb aufgrund der COVID-19-Pandemie nicht veranstaltet | Internationaler Wettbewerb aufgrund der COVID-19-Pandemie nicht veranstaltet | Internationaler Wettbewerb aufgrund der COVID-19-Pandemie nicht veranstaltet | Internationaler Wettbewerb aufgrund der COVID-19-Pandemie nicht veranstaltet |
| 2021 | Vengeance Is Mine, All Others Pay Cash                                       | Vengeance is Mine, All Others Pay Cash                                       | Edwin                                                                        |                                                                              |
| 2022 | Regra 34                                                                     | Rule 34                                                                      | Julia Murat                                                                  |                                                                              |
| 2023 | منطقه بحرانی (Mantagheye bohrani)                                            | Critical Zone                                                                | Ali Ahmadzadeh                                                               |                                                                              |
| 2024 | Akiplėša                                                                     | Toxic                                                                        | Saulė Bliuvaitė                                                              |                                                                              |
| 2025 | Tabi to Hibi                                                                 | Two Seasons, Two Strangers                                                   | Shō Miyake                                                                   |                                                                              |

## Goldener Leopard (C. P. Company)
Seit 1996 wird zusätzlich ein zweiter, vom italienischen Modeunternehmen C.P. Company gestifteter „Goldener Leopard“ verliehen: bis 2005 für den Sieger im Videowettbewerb, ab 2006 im Wettbewerb Cineasten der Gegenwart (Cineasti del Presente):
| Jahr | Originaltitel                                                                | Deutscher Titel                                                              | Regie                                                                        |                                                                              |
| ---- | ---------------------------------------------------------------------------- | ---------------------------------------------------------------------------- | ---------------------------------------------------------------------------- | ---------------------------------------------------------------------------- |
| 2000 | Les yeux fermés                                                              | Mit geschlossenen Augen                                                      | Olivier Py                                                                   |                                                                              |
| 2001 | Nocní hovory s matkou                                                        | Nachtgespräche mit der Mutter                                                | Jan Němec                                                                    |                                                                              |
| 2002 | Jeonjaeng geu ihu                                                            | k. A.                                                                        | Moon Seung-wook Nobuhiro Suwa Wang Xiaoshuai                                 |                                                                              |
| 2002 | Love and Diane                                                               | Love und Diane – Eine Familiengeschichte                                     | Jennifer Dworkin                                                             |                                                                              |
| 2003 | Cantata de las cosas solas                                                   | Silent Waters                                                                | Willi Behnisch                                                               |                                                                              |
| 2003 | Ixième – Le journal d’un prisonnier                                          | k. A.                                                                        | Pierre-Yves Borgeaud Stéphane Blok                                           |                                                                              |
| 2004 | Conversation de salon                                                        | k. A.                                                                        | Danielle Arbid                                                               |                                                                              |
| 2005 | Masahista                                                                    | Der Masseur                                                                  | Brillante Mendoza                                                            |                                                                              |
| 2005 | Les états nordiques                                                          | k. A.                                                                        | Denis Côté                                                                   |                                                                              |
| 2006 | Verfolgt                                                                     | Verfolgt                                                                     | Angelina Maccarone                                                           |                                                                              |
| 2007 | Tejút                                                                        | Tejút                                                                        | Benedek Fliegauf                                                             |                                                                              |
| 2008 | La forteresse                                                                | Die Festung                                                                  | Fernand Melgar                                                               |                                                                              |
| 2009 | The Anchorage                                                                | The Anchorage                                                                | C. W. Winter Anders Edström                                                  |                                                                              |
| 2010 | Paraboles                                                                    | Paraboles                                                                    | Emmanuelle Demoris                                                           |                                                                              |
| 2011 | L’estate di Giacomo                                                          | Giacomos Sommer                                                              | Alessandro Comodin                                                           |                                                                              |
| 2012 | Inori                                                                        | Gebet – Inori                                                                | Pedro González-Rubio                                                         |                                                                              |
| 2013 | Manakamana                                                                   | Manakamana                                                                   | Stephanie Spray Pacho Velez                                                  |                                                                              |
| 2014 | Navajaz                                                                      | Navajazo                                                                     | Ricardo Silva                                                                |                                                                              |
| 2015 | Thiti                                                                        | Thithi                                                                       | Raam Reddy                                                                   |                                                                              |
| 2016 | El auge del humano                                                           | k. A.                                                                        | Eduardo Williams                                                             |                                                                              |
| 2017 | 3/4 (Three Quarters)                                                         | 3/4 – Drei Viertel                                                           | Ilijan Metew                                                                 |                                                                              |
| 2018 | Chaos                                                                        | Chaos                                                                        | Sara Fattahi                                                                 |                                                                              |
| 2019 | Baamum Nafi (Nafi’s Father)                                                  | Baamum Nafi                                                                  | Mamadou Dia                                                                  |                                                                              |
| 2020 | Internationaler Wettbewerb aufgrund der COVID-19-Pandemie nicht veranstaltet | Internationaler Wettbewerb aufgrund der COVID-19-Pandemie nicht veranstaltet | Internationaler Wettbewerb aufgrund der COVID-19-Pandemie nicht veranstaltet | Internationaler Wettbewerb aufgrund der COVID-19-Pandemie nicht veranstaltet |
| 2021 | Brotherhood                                                                  | Brotherhood                                                                  | Francesco Montagner                                                          |                                                                              |
| 2022 | Světlonoc                                                                    | Nightsiren                                                                   | Tereza Nvotová                                                               |                                                                              |
| 2023 | Hao jiu bu jian                                                              | Dreaming & Dying                                                             | Nelson Yeo                                                                   |                                                                              |
| 2024 | Holy Electricity                                                             |                                                                              | Tato Kotetischwili                                                           |                                                                              |

## Ehrenleopard
Die „Ehrenleoparden“ (Pardo d’onore) werden seit 1989 an Filmkünstler verliehen, in der Regel für ihr Lebenswerk. Die Statue entspricht der des Goldenen Leoparden.
- 1989: Ennio Morricone
- 1990: Gian Maria Volonté
- 1991: Jacques Rivette
- 1992: Manoel de Oliveira
- 1993: Sam Fuller
- 1994: Kira Muratowa
- 1995: Jean-Luc Godard
- 1996: Werner Schroeter
- 1997: Bernardo Bertolucci
- 1998: Joe Dante
- 1999: Daniel Schmid
- 2000: Paul Verhoeven und Paolo Villaggio
- 2001: Chen Kaige
- 2002: Sydney Pollack
- 2003: Ken Loach
- 2004: Ermanno Olmi
- 2005: Terry Gilliam, Abbas Kiarostami und Wim Wenders
- 2006: Alexander Sokurow
- 2007: Hou Hsiao-Hsien
- 2008: Amos Gitai
- 2009: William Friedkin
- 2010: Alain Tanner und Jia Zhangke
- 2011: Abel Ferrara
- 2012: Leos Carax
- 2013: Werner Herzog
- 2014: Agnès Varda
- 2015: Marco Bellocchio und Michael Cimino
- 2016: Alejandro Jodorowsky
- 2017: Todd Haynes[14]
- 2018: Bruno Dumont[15]
- 2019: John Waters
- 2021: John Landis
- 2022: Kelly Reichardt[16][17]
- 2023: Harmony Korine[18]
- 2024: Jane Campion[19]
- 2025: Alexander Payne[20]